# Muslimská národní organizace
Muslimská národní (možno přeložit i jako lidová) organizace (srbochorvatsky/bosensky Muslimanska narodna organizacija, MNO) byla politickou stranou bosenskohercegovských muslimů v období rakousko-uherské okupace Bosny a Hercegoviny.

## Dějiny
Hnutí formálně vzniklo 3. prosince roku 1906 ve Slavonském Brodu na setkání hlavních zastánců náboženské a školské autonomie muslimů v Habsburky okupované Bosně a Hercegovině. V čele organizace se následně ustavil dvanáctičlenný výkonný výbor (Eksekutivni odbor), přičemž každý okruh v Bosně a Hercegovině vybíral dva své představitele. Zpravidla se jednalo o majetné velkostatkáře. Jako neformální vůdce strany vystupoval Ali-beg Firdus, po jeho smrti předseda poslaneckého klubu MNO v zemském sněmu Derviš-beg Miralem.
Muslimská národní organizace nebyla politickou stranou v moderním slova smyslu, byť jí nescházela pevná organizační struktura a jasný politický program. Na lokální úrovni jí zastupovaly milletské výbory (milletski odbori), na celozemské pak výkonný výbor, ale spíše než jednotné myšlenky stranu stmelovaly osobní vazby jednotlivých jejích exponentů.
Strana zanikla roku 1911, kdy došlo ke spojení Muslimské národní organizace a jejího konkurenta Muslimské nezávislé strany do jediného hnutí pod názvem Sjednocená muslimská organizace (Ujedinjena muslimanska organizacija, UMO). Část členů MNO sloučení odmítla a pokračovala v činnosti původní strany.

## Volby do zemského sněmu roku 1910
| subjekt                                    | muslimové | pravoslavní | katolíci | židé | úředníci | celkem |
| ------------------------------------------ | --------- | ----------- | -------- | ---- | -------- | ------ |
| virilisté                                  | 5*        | 5           | 5        | 1    | 4**      | 20     |
| voleni                                     | 24        | 31          | 16       | 0    | 0        | 72     |
| z toho v I. třídě I. kurie (velkostatkáři) | 5         | 0           | 0        | 0    | 0        | 18     |
| z toho ve II. třídě I. kurie (inteligence) | 1         | 8           | 4        | 0    | 0        | 18     |
| z toho ve II. kurii (městské)              | 9         | 5           | 5        | 1    | 0        | 20     |
| z toho ve III. kurii (venkovské)           | 9         | 18          | 7        | 0    | 0        | 34     |
| celkem                                     | 29        | 36          | 21       | 2    | 4        | 92     |

*Mezi virilisty byli reisu-l-ulema Islámského společenství, vakufsko-meárifský ředitel, sarajevský a mostarský muftí a služebně nejstarší muftí. Úřad sarajevského muftího byl od roku 1909 uprázdněn a zůstal jím až do roku 1914.
**Předseda Vrchního soudu, předseda Advokátní komory, sarajevský starosta a předseda Obchodní a živnostenské komory.
Poslanecký mandát trval pět let, ale většina poslanců v lavicích nestrávila celé funkční období. První volby do sněmu proběhly v květnu 1910, ale v únoru 1915 byla sněmovna rozpuštěna císařem Františkem Josefem I. V mezičase nadto proběhlo několik doplňujících voleb, někteří poslanci zemřeli, jiní se vzdali mandátu, ale kandidovali znovu.
O přízeň muslimských voličů se roku 1910 ucházela dvě politická uskupení: Muslimská národní organizace a Muslimská nezávislá strana. Všechny volené mandáty ve všech kuriích získali představitelé MNO.

## Poslanecké mandáty
volby do bosenského zemského sněmu (Sabor Bosne i Hercegovine) 1910 – 24 poslanců MNO + 5, resp. 4 virilisté
- I. třída I. kurie: Ragib-beg Džinić, Bećir-beg Ibrahimbegović-Gradaščević, Paša-beg Kulenović-Bajbutović, Ismet-aga Merhemić, Rifat-beg Sulejmanpašić
- II. třídka I. kurie: háfiz Ahmed-ef. Mehmedbašić
- II. kurie: Mustaj-beg Halilbašić, Mustaj-beg Mutevelić, Ćamil Karamehmedović (zvolen dodatečně v září 1910, v jeho obvodu zvítězil Šefkija Gluhić, ale ten přijal mandát za jiný okrsek), Šefkija Gluhić, Ali-beg Firdus (zemřel, zvolen dodatečně v září 1910 Bećir-ef. Mehmedbašić), dr. Hamdija Karamehmedović, Osman-beg Pašić, dr. Safvet-beg Bašagić, Omer-ef. Čirkinagić
- III. kurie: Vasif-beg Bišćević, Hasan-ef. Smailbegović, dr. Murat Sarić, Derviš-beg Miralem, hadži Osman Nuri-ef. Prcić, hadži Salih-aga Kučukalić, Mujaga Kurtagić, Suljaga Vaizović, Mahmut-beg Fadilpašić
- virilisté: háfiz Sulejman-ef. Šarac, reisu-l-ulema, Šerif Arnautović, vakufsko-meárifský ředitel, hadži Abdullah Sidki-efendija Riđanović, mostarský muftí, a hadži Muhamed Hazim-ef. Korkut, travnický muftí

## Tiskový orgán
Neoficiálním tiskovým orgánem strany byl od jejího založení list Musavat (Rovnost), který nejprve vycházel v Mostaru a poté od roku 1909 v Sarajevu. Texty v periodiku vycházely v latince i cyrilici.
šéfredaktoři listu Musavat
- 1906–1907 Smail-aga Ćemalović, vlastníkem Smail-aga Ćemalović
- 1907–1907 (od č. 27) Smail-beg Šarić H. Šaćirbegov, vlastníkem Smail-aga Ćemalović
- 1908–1908 (č. 1–35) Smail Hakija Ćišić, vlastníkem Smail-aga Ćemalović
- 1908–1908 (č. 36) Muhamed Fazlibegović, vlastníkem Smail-aga Ćemalović
- 1908–1908 (č. 37–38) Avdija Selimhodžić, vlastníkem Smail-aga Ćemalović
- 1908–1909 (od č. 39 do č. 3) Omer Haljevac, vlastníkem Smail-aga Ćemalović
- 1909–1909 (č. 4–?) Alija/Ali-ef. Raljević, vlastníkem Smail-aga Ćemalović
- 1909–1909 (č. ?–32) Ali-ef. Raljević, vlastníkem Mustaj-beg Halilbašić, od té doby vydáván v Sarajevu
- 1909–1910 (č. 33) Ali-ef. Raljević, vlastníkem Výkonný výbor Muslimské národní organizace
- 1910–1910 (od č. 50) Ali-ef. Raljević, vlastníkem Ali-beg Firdus jménem Výkonného výboru
- 1910–1911 (od č. 57 do č. 7) Ali-ef. Raljević, vlastníkem Derviš-beg Miralem jménem Výkonného výboru
- 1911–1911 (od č. 8 do č. 54) Ali-ef. Raljević, vlastníkem Rifat-beg Sulejmanpašić jménem Výkonného výboru